# Dorfhonschaft (Odenthal)
Die Dorfhonschaft oder auch Honschaft Odenthal war vom frühen Mittelalter bis in das 17. Jahrhundert hinein eine Honschaft im Kirchspiel Odenthal im Amt Porz im Herzogtum Berg.
Aus einer erhaltenen Steuerliste von 1586 geht hervor, dass die Honschaft im Westen des Kirchspiels lag. Zur Honschaft gehörten seinerzeit die Wohnplätze Odenthal, Kursiefen, Strauweiler, Stein, Osenau, Buchmühle und Selbach.
Nachdem das Kirchspiel Odenthal 1634 zur Herrschaft Odenthal wurde, sind keine Honschaften mehr bekannt. Aus der  Charte des Herzogthums Berg 1789 von Carl Friedrich von Wiebeking geht hervor, dass das Kirchspiel Odenthal in die Unterkirchspiele Unterodenthal und Oberodenthal und nicht mehr in Honschaften unterteilt war. Das Gebiet der Dorfhonschaft gehörte danach zu Unterodenthal.